# 画譜
画譜（がふ）とは、本来は事物に関して画図と文章をもって解説した書物を指したが、後には特定の画法を解説したり、1人もしくは数名の画家の作品の複製とその解説を記した本を指すようになった。
元々、宋における花卉愛好の風潮から、花卉について解説するために作られた。南宋の宗伯仁の『梅花喜神譜』がその代表例である。元の李衎の『竹譜詳録』になると、花卉の解説だけでなく、画法の解説も挿入されるようになった。明・清になると絵画の制作も文人の教養の1つとみなされるようになり（文人画）、明の胡正言の『十竹斎書画譜』や黄鳳池の『八種画譜』、清の李漁・王槩の『芥子園画伝』などが出された。明や清の画譜は日本にも輸入・翻刻されている。
日本に輸入された画譜の南画の成立に大きく影響を与えると共に、日本でも同じような画譜を執筆もしくは編纂しようとする者が現れた。代表的なものとして、橘守国の『扶桑画譜』、大岡春卜の『明朝紫硯』、酒井抱一の『光琳百図』、中林竹洞の『山水画譜』、葛飾北斎の『北斎漫画』が挙げられる。